# Robinson McIlvaine
Robinson McIlvaine, né le 17 juillet 1913 à Downingtown et mort le 24 juin 2001 à Washington, est un diplomate américain.
Il a été président de l'African Wildlife Foundation de 1978 à 1982.

## Biographie et études
McIlvaine est né à Downingtown, en Pennsylvanie, en 1913. Il est diplômé du Harvard College. 

## Début
McIlvaine a servi dans la marine américaine au Panama avant l'attaque de Pearl Harbor en décembre 1941. Il a été nommé commandant d'un chasseur de sous-marins dans la région de Guadalcanal, puis est devenu capitaine d'une escorte de destroyers en service de convoi dans l'Atlantique, atteignant le grade de commandant. 
La première épouse de McIlvaine, Jane McClary, était rédactrice pour le Times Herald (en) et le magazine Fortune. Après leur mariage, en 1946, McIlvaine devint propriétaire, rédacteur en chef et éditeur de The Archive, un hebdomadaire du Downingtown fondé en 1853 mais qui n'était plus qu'une feuille publicitaire, avec 1 750 abonnés. Jane a écrit un livre sur leurs années au journal intitulé It Happens Every Thursday. Le livre a été transformé en un film mettant en vedette John Forsythe et Loretta Young, puis en une série télévisée.
Alors qu'il était rédacteur en chef, McIlvaine est devenu actif dans la politique républicaine. En quittant le journal, il rejoint le département d'État en 1953 en tant que sous-secrétaire d'État adjoint aux affaires publiques. Il a occupé les postes de chef de mission adjoint à Lisbonne et de directeur du séminaire interdépartemental. Il est devenu président de la section américaine de la Commission des Caraïbes. 

## Carrière diplomatique
McIlvaine a été consul général à Léopoldville en République démocratique du Congo de 1960 à 1961. En juillet 1960, McIlvaine a répondu à l'enquête de la Maison-Blanche sur le premier président, Patrice Lumumba. Il a dit « Lumumba est un opportuniste et non un communiste. » En 1961, McIlvaine a été nommé ambassadeur au Bénin, occupant le poste jusqu'au 19 mars 1964. Le nom de McIlvaine a été soumis en 1966 pour le poste d'ambassadeur au Sénégal, mais a été rejeté par le président Lyndon Johnson qui était contre le fait d'avoir un autre diplômé de Harvard pour le poste.

### Guinée
Son ami Averell Harriman a proposé son nom d'ambassadeur en Guinée, personne d'autre ne voulait le poste et il a été accepté.
Deux jours après son arrivée comme ambassadeur à Conakry, en Guinée, McIlvaine et tous les autres Américains du pays ont été assignés à résidence. La détention a été ordonnée par le président Ahmed Sékou Touré en réponse à l'arrestation de 19 Guinéens, dont le ministre guinéen des Affaires étrangères, par les autorités ghanéennes à Accra. Touré a accusé les États-Unis d'être derrière l'arrestation. Le Ghana a déclaré que les Guinéens ne seraient libérés que si la Guinée libérait 100 Ghanéens, qui, selon lui, étaient détenus illégalement. Après que le Ghana a libéré ses otages, McIlvaine a pu désamorcer la situation et même obtenir des excuses du président Touré. Bien que Washington ait par la suite fait tout un plat de la présence cubaine en Guinée et dans d'autres pays africains, McIlvaine a déclaré : « Le département d'État n'était pas particulièrement préoccupé par la présence cubaine. Ce n'était pas un gros souci pour nous. »
En 1969, McIlvaine quitta la Guinée et fut nommé ambassadeur au Kenya, occupant ce poste jusqu'à sa retraite en 1973. 

## Carrière ultérieure
McIlvaine a quitté le service extérieur en 1973. Il a dirigé le bureau de Nairobi de l'African Wildlife Leadership Foundation (aujourd'hui African Wildlife Foundation) pendant deux ans, puis est retourné à Washington pour devenir président de l'AWLF. L'un des projets les plus réussis qu'il a initiés a été la formation d'un consortium pour protéger les gorilles de montagne menacés du Rwanda. L'AWLF avait aidé Dian Fossey dans son étude des gorilles de montagne au Rwanda dans les années 1960. Robinson McIlvaine a déclaré plus tard qu« il n'y aurait pas de gorilles de montagne dans les Virungas aujourd'hui ... sans les efforts inlassables de Dian Fossey pendant de nombreuses années ».
Selon Farley Mowat dans son livre Woman in the Mists, Dian Fossey a demandé à Robinson McIlvaine de servir de secrétaire-trésorière du Digit Fund alors qu'il était président de l'AWLF jusqu'à ce qu'elle puisse trouver un directeur exécutif salarié pour prendre la relève. Elle avait créé le fonds pour financer des patrouilles contre les braconniers cherchant à tuer les gorilles de montagne. McIlvaine s'est associé à l'international primate protection league, au Digit Fund et à sa propre AWLF pour demander des fonds, à verser à l'AWLF. Le Digit Fund n'a reçu aucun argent et McIlvaine a suggéré à Fossey que le Digit Fund puisse être intégré à l'AWLF, ce que Fossey a refusé. McIlvaine a démissionné de son poste de secrétaire-trésorier du Digit Fund.

## Vie privée et décès
McIlvaine a pris sa retraite de l'AWLF en 1982. Il est décédé à son domicile de Washington le 24 juin 2001 à l'âge de 87 ans. Il laisse dans le deuil sa seconde épouse, Alice Nicolson McIlvaine, qu'il a épousée en 1961, ainsi que deux fils, une fille et trois petits-enfants. Mia McIlvaine Merle-Smith, une fille de son premier mariage, a été perdue en mer alors qu'elle tentait de traverser l'Atlantique avec son mari en 1971. 